# 索爾赫赫薩國家公園
35°38′18″N 51°34′46″E / 35.638333°N 51.579444°E

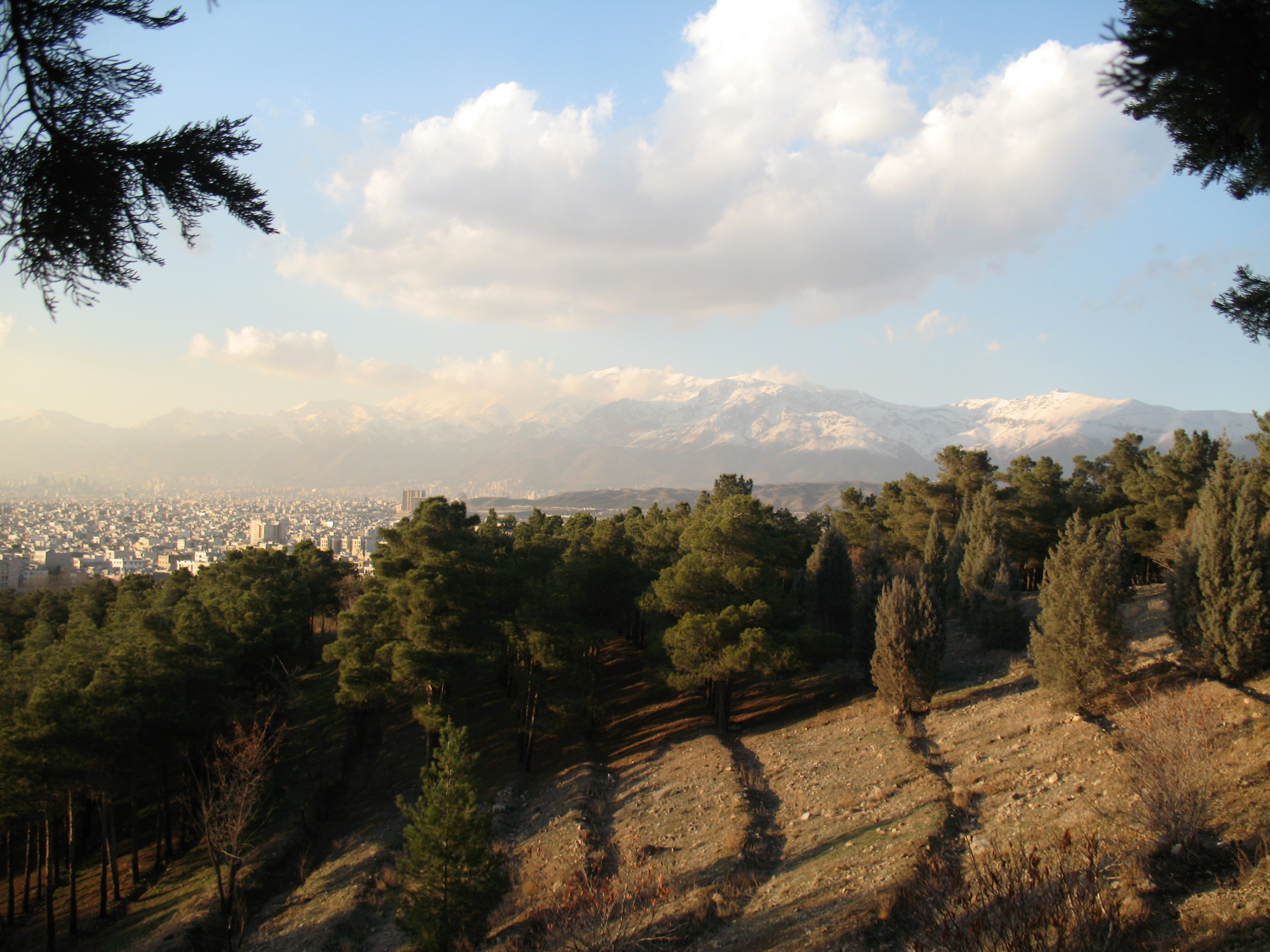

索爾赫赫薩國家公園是伊朗的國家公園，位於該國首都德黑蘭，成立於1980年，面積94平方公里，最高點海拔高度1,547米，有波斯黇鹿、赤狐、草兔、金鵰、鷹等野生動物棲息。